# Bach (Gemeinde Walding)
Die Rotte Bach ist ein Ort der oberösterreichischen Gemeinde Walding mit etwa 275 Einwohnern (Stand: 2001). 2001 war der Ort noch als Ortschaft ausgewiesen. Der Ort liegt etwa 500 m südöstlich von Walding, nordöstlich der Rohrbacher Straße (B 127). Die Bebauung von etwa 100 Gebäuden des Ortes zieht sich weitgehend an der Straße von Walding nach Ottensheim hin, das weiter südlich liegt.